# HIP 13044
HIP 13044 – gwiazda położona w gwiazdozbiorze Pieca, odległa o około 2000 lat świetlnych od Ziemi, należy do tzw. strumienia Helmi – grupy gwiazd z galaktyki karłowatej pochłoniętej przez naszą galaktykę ok. 6 do 9 miliardów lat temu.
W 2010 ogłoszono odkrycie planety pozasłonecznej HIP 13044 b okrążającej tę gwiazdę. Praca opublikowana w 2014 podaje jednak w wątpliwość istnienie tej planety.